# Casa Romana

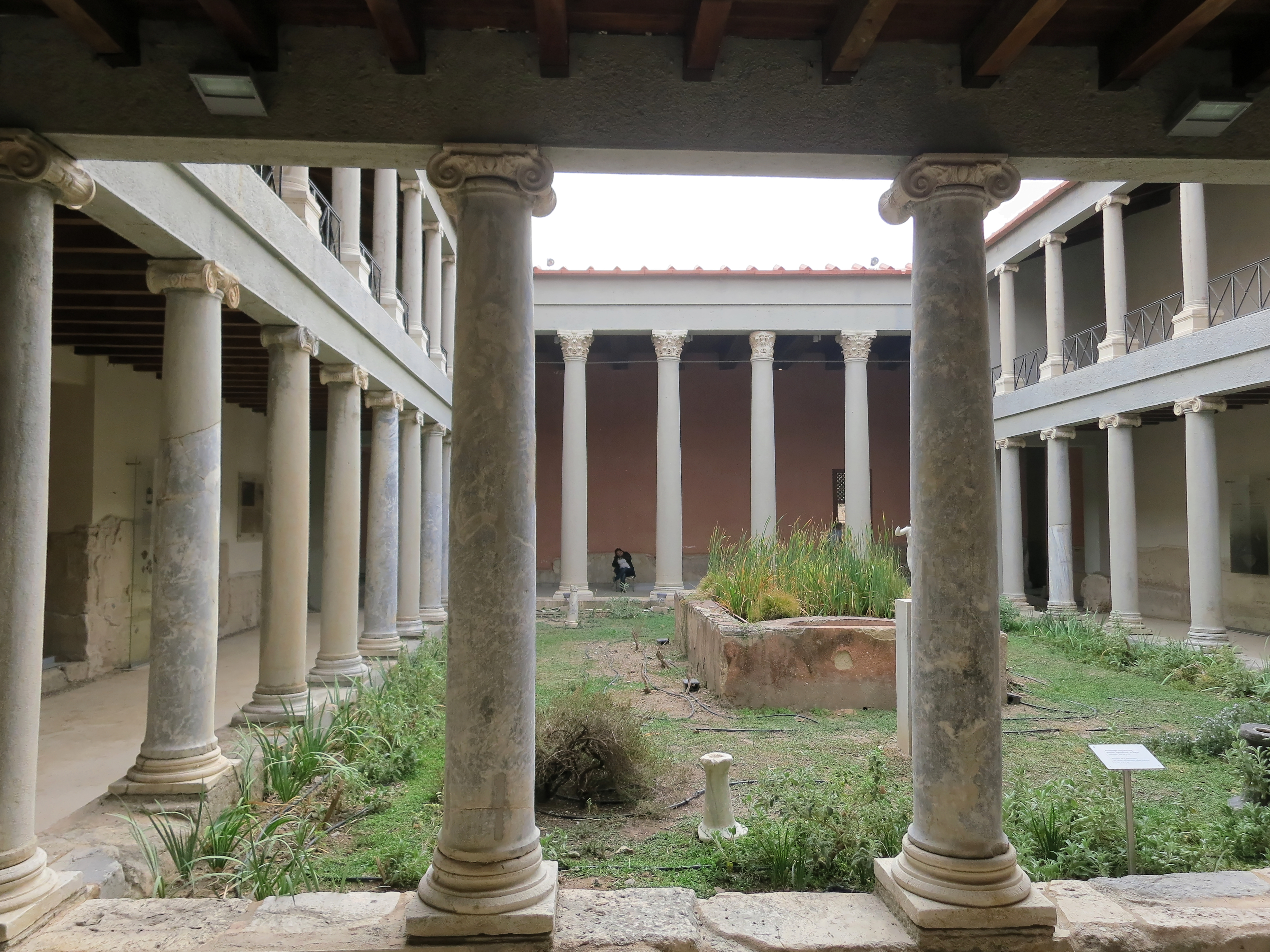
Casa Romana (innen) in Kos

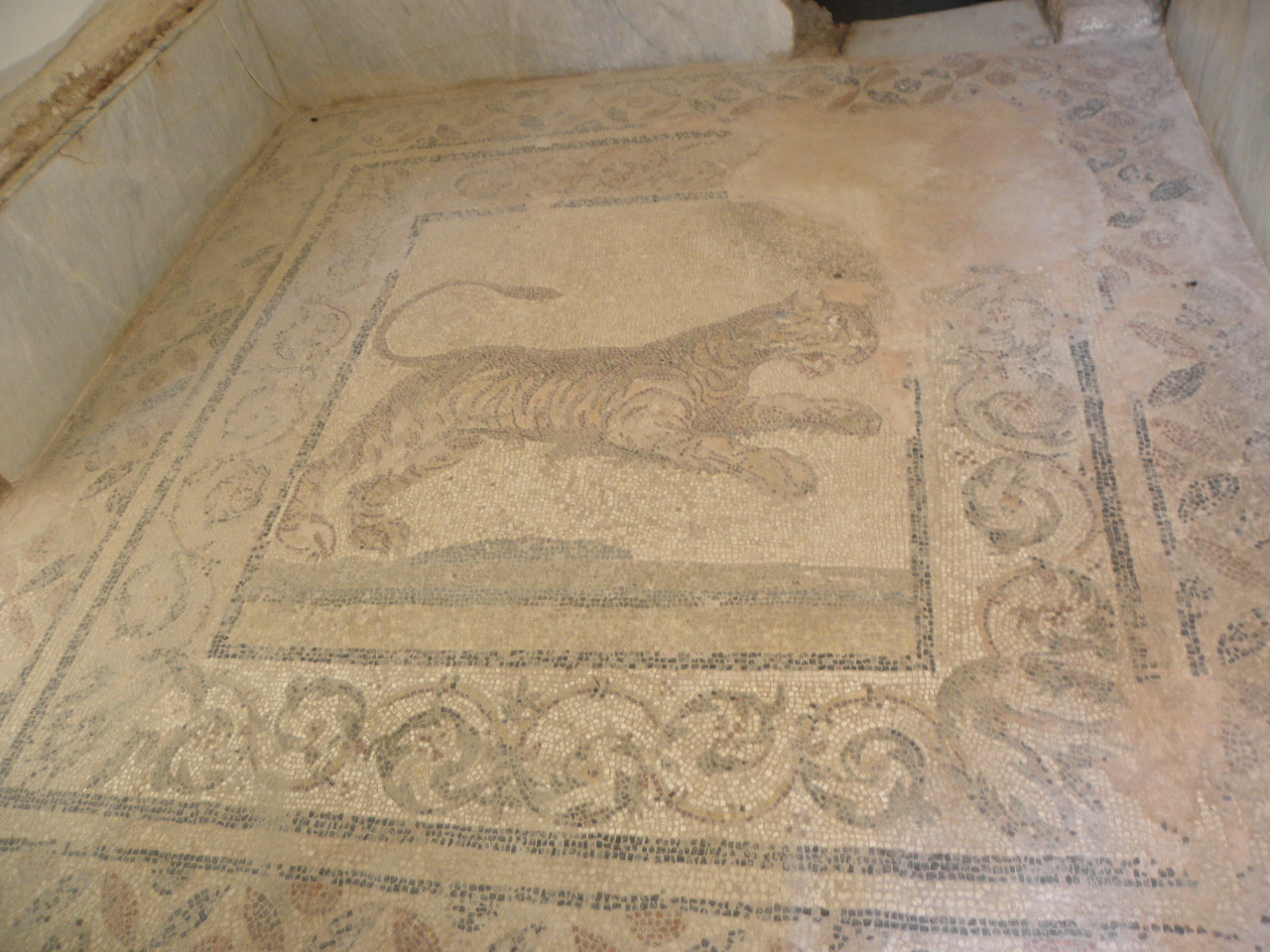
Fußbodenmosaik

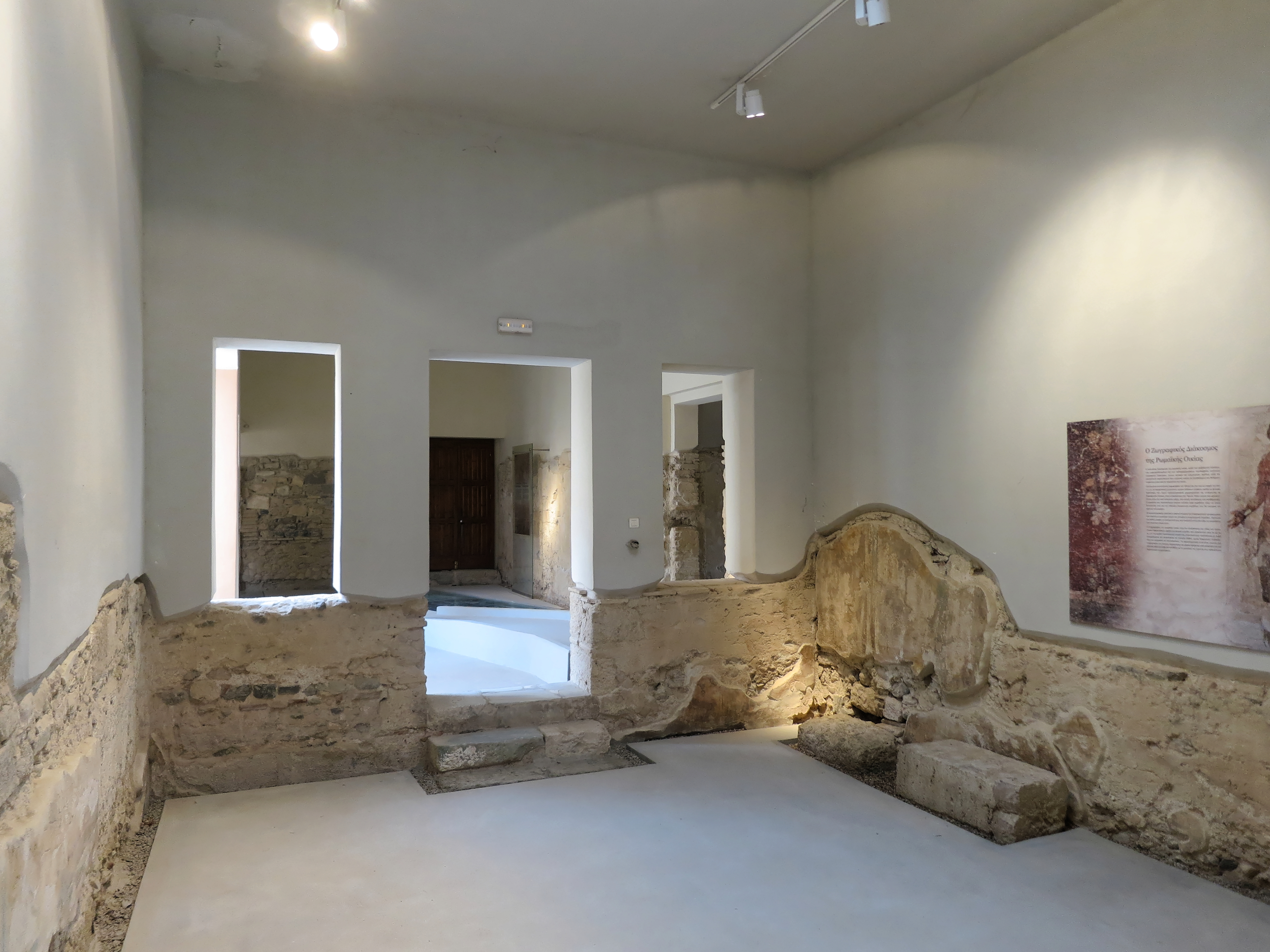
Restaurierter Raum

Die Casa Romana (griechisch Ρωμαϊκή Οικία Romaikí Ikía) ist eine bedeutende archäologische Stätte in der Stadt Kos auf der Insel Kos. Für Interessierte besonders reizvoll ist die wiederaufgebaute römische Villa, die besichtigt werden kann.

## Lage
Das antike Gebäude aus römischer Zeit liegt knapp 500 m in südlicher Richtung vom Hafen von Kos gesehen auf etwa 9 Meter über dem Meeresspiegel, am Rande des Siedlungsgebietes der Stadt. Direkt vor dem Ausgrabungsfeld führt die Hauptstraße Grigoriou E‘ vorbei. In nächster Nähe liegen westlich mehrere Besucherparkplätze, die katholische Kirche und der Friedhof (Gedenkstein an das Massaker von Kos), die orthodoxe Kapelle Agios Ioannis und das Odeon sowie auf der anderen Straßenseite die westliche Ausgrabungsstätte (Western Archeological Site) mit der Akropolis, Decumanus, Nymphäum und dem Gymnasion mit ehemals überdachter Sportstätte (Xistós drómos).
Zur Zeit der Errichtung dieser römischen Villa lag diese am südlichen Rand des römischen Teils der Stadt Kos.

## Anlage / Gebäude
Die Ausgrabungen an diesem Objekt wurden nach dem großen Erdbeben von 1933 vorgenommen. Ein Großteil der alten Stadt Kos wurde dabei zerstört. Diese Zerstörungen der bisherigen Bebauung boten gleichzeitig die Möglichkeit, umfangreiche Ausgrabungen durchzuführen und in weiterer Folge wurden auch das Archäologische Museum eingerichtet und diese römische Villa als Anschauungsobjekt aufgebaut. Die Ausgrabungen und Aufbauarbeiten für die Villa wurden 1940 von der italienischen Besatzungsmacht unter Leitung des Archäologen Luciano Laurenzi abgeschlossen (italienische Besetzung der Insel von 1912 bis 1943).
Die Anlage besteht aus einer wiederaufgebauten römischen Villa und einem Ausgrabungsfeld. Die historischen Teile der Villa selbst stammen etwa aus dem 2. oder frühen 3. Jahrhundert n. Chr. Die Villa ist im Stil von ähnlichen Gebäuden in Pompeji dieser Zeit gehalten und hat etwa eine Fläche von 1800 m². Das Ausgrabungsfeld umfasst insgesamt etwa 6000 m². Die römische Villa hat 36 Räume, zwei Säulenhöfe und ein Atrium. Besondere Mosaike befinden sich im Gebäude. Die Villa selbst ist wiederum auf einem älteren hellenistischen Gebäude errichtet. Ein Teil der Statuen und Dekorationen, die hier gefunden wurden, befinden sich im Archäologischen Museum von Kos.